# Börje Andersson (båtbyggare)
Sven Erik Börje Andersson, född 4 januari 1937 i Roslags-Kulla, är en svensk båtbyggare.
Han har tillsammans med sin hustru Birgit byggt ett flertal klassiska segelskutor och även mindre allmogebåtar.
Under 1970-talet byggde han en serie på fem Roslagsskutor. I början av 1980-talet var han ansvarig för bygget av medeltidsskeppet Helga Holm och därefter byggdes vedskutan Sofia Linnea.